# Daihatsu Challenge 1982
Daihatsu Challenge 1982 - жіночий тенісний турнір, що проходив на закритих кортах з килимовим покриттям Брайтонського центру в Брайтоні (Англія). Належав до турнірів 5-ї категорії в рамках Toyota Series 1982. Турнір відбувся вп'яте і тривав з 25 жовтня до 31 жовтня 1982 року. Перша сіяна Мартіна Навратілова здобула титул в одиночному розряді, свій другий на цьому турнірі після 1979 року, й отримала за це 28 тис. доларів США.

## Фінальна частина

### Одиночний розряд
Мартіна Навратілова —  Кріс Еверт-Ллойд 6–1, 6–4
- Для Навратілової це був 13-й титул в одиночному розряді за сезон і 68-й — за кар'єру.

### Парний розряд
Мартіна Навратілова /  Пем Шрайвер —  Барбара Поттер /  Шерон Волш 2–6, 7–5, 6–4

## Розподіл призових грошей
| Дисципліна       | П       | F       | ПФ     | ЧФ     | 1/8    | 1/16 |
| Одиночний розряд | $28,000 | $14,000 | $7,000 | $3,350 | $1,675 | $825 |

## Нотатки
1. ↑  Турніри з призовими для жінок принаймні 150 тис. доларів.[1]